# Алойз II (Лихтенщайн)
Алоиз II Мария Йозеф Йохан фон Непомук Баптист Йахим Филип Нери фон Лихтенщайн (на немски: Aloys II, Fürst von Liechtenstein; Aloys Maria Josef Johann von Nepomuk Baptist Joachim Philipp Neri) е 11. княз на Лихтенщайн (1836 – 1858).

## Биография
Роден е на 26 май 1796 година във Виена, Хабсбургска монархия. Той е син на Йохан I Йозеф (1760 – 1836), княз на Лихтенщайн (1805 – 1836), и съпругата му ландграфиня Йозефа фон Фюрстенберг-Вайтра (1776 – 1848), дъщеря на ландграф ландграф Йоахим Егон фон Фюрстенберг-Вайтра (1749 – 1828) и графиня София Терезия фон Йотинген-Валерщайн (1751 – 1835). Племенник е на княз Алоис I фон Лихтенщайн (1759 – 1805).
Той е от 1836 г. рицар на Ордена на Златното руно.
Умира на 12 ноември 1858 година в Айзгруб, Моравия (днес в Чехия) на 62-годишна въззраст. Той и съпругата му са погребани в новата гробница на фамилията Лихтенщайн във Вранау/Вранов, северно от Брюн/Бърно.

## Фамилия
Алоиз II фон Лихтенщайн се жени на 8 август 1831 г. във Виена за графиня Франциска де Паула Барбара Романа Бернарда Кински фон Вчиниц-Тетау (* 8 август 1813, Виена; † 5 февруари 1881, Виена), дъщеря на граф Франц де Паула Йозеф Кински фон Вчиниц-Тетау (1784 – 1823) и графиня Тереза фон Врбна-Фройдентал (1789 – 1874). Те имат 11 деца:
- Мария Франциска де Паула Терезия Йозефа (* 20 септември 1834, дворец Лихтенщайн; † 1 декември 1909, Виена), омъжена на 29 октомври 1860 г. във Виена за граф Фердинанд фон Траутмансдорф-Вайнсберг (1825 – 1896)
- Каролина Йозефа (* 27 февруари 1836, Виена; † 28 март 1885, Виена), омъжена на 3 юни 1855 г. във Виена за Александер княз фон Шьонбург-Хартенщайн (1826 – 1896)
- София Мария Габриела Пиа (* 11 юли 1837, Виена; † 25 септември 1899, Фишхорн), омъжена на 4 май 1863 г. във Виена за 6. княз Карл Хайнрих фон Льовенщайн-Вертхайм-Розенберг (1834 – 1921)
- Алойзия (* 13 август 1838, Айзгруб; † 17 април 1920, Виена), омъжена на 22 май 1864 г. във Виена за граф Хайнрих фон Фюнфкирхен (1830 – 1885)
- Ида Хуберта Мария (* 17 септември 1839, Айзгруб; † 4 август 1921, Либежиц), омъжена на 4 юни 1857 г. във Виена за 8. княз Адолф Йозеф фон Шварценберг (1832 – 1914)
- Йохан II Мария Франц Плацидус (* 5 октомври 1840, Айзгруб, Моравия; † 11 февруари 1929), княз на Лихтенщайн (1858 – 1929), неженен
- Франциска (* 30 декември 1841; † 13 май 1858)
- Хенриета Мария Норберта (* 6 юни 1843, дворец Лихтенщайн; † 24 декември 1931, Фрауентал), омъжена на 26 април 1865 г. във Виена за братовчед си принц Алфред фон Лихтенщайн (1842 – 1907)
- Анна (* 26 февруари 1846, Виена; † 22 април 1924, Прага), омъжена на 22 май 1864 г. във Виена за принц Георг Кристиан фон Лобковиц (1835 –1908)
- Тереза Мария Йозефа Марта (* 28 юли 1850, дворец Лихтенщайн; † 13 март 1938, Мюнхен), омъжена на 12 април 1882 г. във Виена за принц Арнулф Баварски (1852 – 1907)
- Франц де Паула Мария Карл Август (* 28 август 1853, дворец Лихтенщайн; † 25 юли 1938, дворец Фелдсберг), княз на Лихтенщайн (1929 – 1938), женен на 22 юли 1929 г. във Виена за Елизабет фон Гутман (1875 – 1947), II. връзка с контеса Елена Константиновна Тол (1855 – 1931)